# Социоэкономика
Социоэконо́мика — направление, основанное Амитаем Этциони, развивается параллельно экономической социологии, в основном опираясь на критику неоклассического подхода. Этциони не отрицает неоклассическую парадигму, но пытается включить её в деонтологическую парадигму, синтезировать их. Неоклассическая парадигма является утилитарной (потребностной), рационалистической и индивидуалистской. Она представляет индивидов, как стремящихся максимизировать полезность (максимально обеспечить свои потребности), рационально выбирая лучшие средства для достижения своих целей. Рациональные индивиды являются единицами, принимающими решения. Сообщество в той степени, в которой оно представлено в неоклассической парадигме, часто рассматривается как сумма всех индивидуальных рациональных решений.

## Концепция Этциони
Этциони предлагает в своей работе иную межпарадигмальную схему (pattern). Эгоистичное (self-oriented), рациональное поведение, «смоделированное» неоклассицистами, возникает в контексте общества и личностной структуры. Они, в свою очередь, воспринимаются не просто как отраженная сумма индивидуальных действий, но как сформированные, в значительной степени, некими силами и динамикой, которые коренным образом отличаются от тех, что приняты в неоклассической парадигме. Другими словами, используемый здесь подход можно назвать соопределяющим (codetermination). Он содержит в себе факторы, которые определяют общество и личность наравне с неоклассическими факторами, которые определяют рынки и рационально принимаемые решения.
Предлагаемая Этциони парадигма пытается описать тот контекст, в котором силы, на которых фокусируется неоклассический подход, уже не действуют; контекст, который ставит рамки этим силам и определяет направления их движения. Неоклассическая парадигма дает представление о человеке, который пытается максимально удовлетворить свои потребности (будь то удовольствие, счастье, потребление или просто формальное чувство общей единой цели). Этциони же предлагает рассматривать человека как имеющего по крайней мере две базовые потребности и два источника оценки: удовольствие и мораль. Неоклассическое предположение о том, что люди принимают решения рационально замещается предположением, что люди обычно выбирают средства, не только цели, в первую очередь на основе своих ценностных установок и эмоций. И это касается не только социального поведения, но и экономического.

## Социоэкономика как новая научная дисциплина
По словам самого Этциони, новая наука является не только позитивистской, но также и нормативистской, так как, безусловно, взаимодействует напрямую с социальной, политической и правовой науками.
Как и многие дисциплины из спектра общественных наук, социальная экономика подразделяется на микроуровень и макроуровень. На каждом из этих уровней в ней наблюдаются существенные отличия от традиционной экономики.
На микроуровне социоэкономика имеет следующие особенности. На данном уровне новая наука опирается на концепцию Этциони, то есть признаётся тот факт, что потребители и иные экономические агенты действуют не только из рациональные соображений, но и в соответствии со множеством других, неэкономических факторов.
На макроуровне также наблюдается ряд характерных черт. Отличительной чертой социоэкономики является изучение процессов хозяйствования не в отрыве от общества, экономики не как замкнутой системы, а как сферы общественной жизни, тесно соприкасающейся с различного рода внешними факторами. Кроме того, одной из основ данной науки является положение о том, что рынок нуждается во внешнем регулировании социальными, правовыми и иными нормами.

## Основные работы
- A.Etzioni «The Moral Dimension. Toward A New Economics»
- A.Etzioni «Essays in Socio-Economics (Studies in Economic Ethics and Philosophy)»